# العلاقات الفرنسية الكوبية
العلاقات الفرنسية الكوبية هي العلاقات الثنائية التي تجمع بين فرنسا وكوبا.

## مقارنة بين البلدين
هذه مقارنة عامة ومرجعية للدولتين:
| وجه المقارنة                                              | فرنسا                                                    | كوبا                              |
| --------------------------------------------------------- | -------------------------------------------------------- | --------------------------------- |
| المساحة (كم2)                                             | 643.80 ألف                                               | 109.88 ألف                        |
| عدد السكان (نسمة)                                         | 67.12 مليون                                              | 11.48 مليون                       |
| الكثافة السكانية (ن./كم²)                                 | 104.26                                                   | 104.48                            |
| العاصمة                                                   | باريس                                                    | هافانا                            |
| اللغة الرسمية                                             | لغة فرنسية                                               | اللغة الإسبانية                   |
| العملة                                                    | يورو، فرنك س ف ب، فرنك فرنسي، Livre tournois ‏            | بيزو كوبي، بيزو كوبي قابل للتحويل |
| الناتج المحلي الإجمالي (بليون دولار)                      | 2.58 تريليون                                             | 87.13 مليار                       |
| الناتج المحلي الإجمالي (تعادل القوة الشرائية) بليون دولار | 2.87 تريليون                                             |                                   |
| الناتج المحلي الإجمالي الاسمي للفرد دولار أمريكي          | 36.20 ألف                                                |                                   |
| الناتج المحلي الإجمالي للفرد دولار أمريكي                 | 39.33 ألف                                                |                                   |
| مؤشر التنمية البشرية                                      | 0.888                                                    | 0.769                             |
| رمز المكالمات الدولي                                      | +33                                                      | +53                               |
| رمز الإنترنت                                              | .fr، .bzh ‏، .tf، .re، .wf، .yt، .pm، .paris              | .cu                               |
| المنطقة الزمنية                                           | أوروبا/باريس ‏، توقيت وسط أوروبا، توقيت وسط أوروبا الصيفي | 00                                |

## مدن متوأمة
في ما يلي قائمة باتفاقيات التوأمة بين مدن فرنسية وكوبية:
- ترتبط Sainte-Anne, Martinique [الإنجليزية]‏ مع بينار ديل ريو باتفاقية توأمة.

## منظمات دولية مشتركة
يشترك البلدان في عضوية مجموعة من المنظمات الدولية، منها:
| علم المنظمة | اسم المنظمة                   | تاريخ انضمام فرنسا | تاريخ انضمام كوبا |
| ----------- | ----------------------------- | ------------------ | ----------------- |
|             | يونسكو                        | 4 نوفمبر 1946      | 29 أغسطس 1947     |
|             | منظمة حظر الأسلحة الكيميائية  | ?                  | ?                 |
|             | منظمة التجارة العالمية        | 1995               | ?                 |
|             | الاتحاد البريدي العالمي       | ?                  | ?                 |
|             | منظمة الشرطة الجنائية الدولية | ?                  | ?                 |
|             | الأمم المتحدة                 | 24 أكتوبر 1945     | 24 أكتوبر 1945    |
|             | الاتحاد الدولي للاتصالات      | 1866               | 16 يناير 1918     |
|             | المنظمة الهيدروغرافية الدولية | ?                  | ?                 |

## أعلام
هذه قائمة لبعض الشخصيات التي تربطها علاقات بالبلدين:
- أليخو كاربنتيير (روائي كوبي، 26 ديسمبر 1904[21][22][23] – 24 أبريل 1980[21][22])
- أناييز نين (21 فبراير 1903[24][25][26] – 14 يناير 1977[24][25][26])
- بول لافارج (سياسي فرنسي، 15 يناير 1842[27] – 26 نوفمبر 1911[28][29][30])
- كارلوس فينلي (3 ديسمبر 1833[31][32][33] – 20 أغسطس 1915[31][33][34])
- ماريان بيرل (صحفية فرنسية، 23 يوليو 1967 – )
- مارييلا كاسترو (ناشطة كوبية، 27 يوليو 1962 – )

## وصلات خارجية
- موقع وزارة الخارجية الفرنسية
- موقع وزارة الخارجية الكوبية